# Ла-Фос-Кордюан
Ла-Фос-Кордюа́н (фр. La Fosse-Corduan) — коммуна во Франции, находится в регионе Шампань — Арденны. Департамент — Об. Входит в состав кантона Ромийи-сюр-Сен-1. Округ коммуны — Ножан-сюр-Сен.
Код INSEE коммуны — 10157.
Коммуна расположена приблизительно в 110 км к юго-востоку от Парижа, в 80 км юго-западнее Шалон-ан-Шампани, в 36 км к северо-западу от Труа.

## Население
Население коммуны на 2008 год составляло 214 человек.
| 1962 | 1968 | 1975 | 1982 | 1990 | 1999 | 2008 |
| ---- | ---- | ---- | ---- | ---- | ---- | ---- |
| 159  | 164  | 149  | 186  | 170  | 189  | 214  |

## Администрация
| Период | Период | Фамилия     | Партия | Примечания |
| ------ | ------ | ----------- | ------ | ---------- |
| 2001   | 2008   | Эдуар Варле |        |            |
| 2008   |        | Жозе Колле  |        |            |

## Экономика

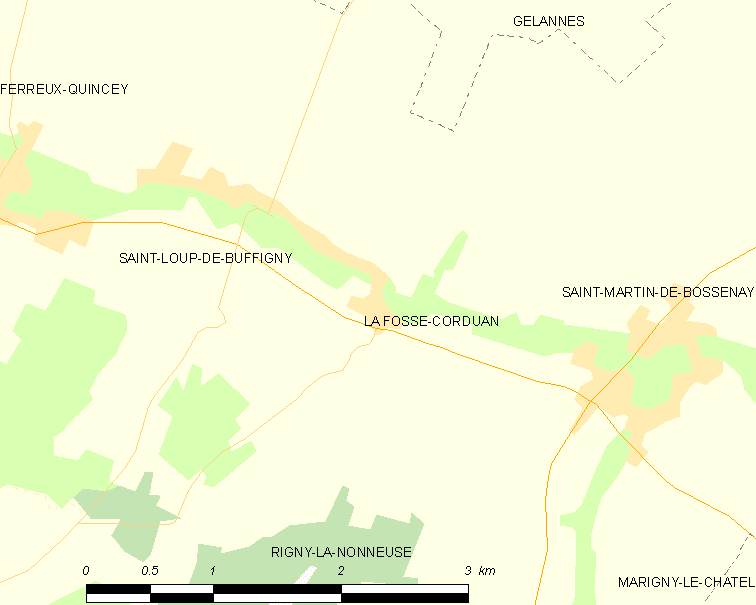
Карта коммуны

В 2007 году среди 130 человек в трудоспособном возрасте (15—64 лет) 88 были экономически активными, 42 — неактивными (показатель активности — 67,7 %, в 1999 году было 81,2 %). Из 88 активных работали 80 человек (40 мужчин и 40 женщин), безработных было 8 (1 мужчина и 7 женщин). Среди 42 неактивных 9 человек были учениками или студентами, 24 — пенсионерами, 9 были неактивными по другим причинам.